# 唐灰蝶屬
唐灰蝶屬（Green-banded Blue，學名：Danis）是灰蝶科眼灰蝶亞科中的一個屬。分佈在新幾內亞和周圍的島嶼至澳大利亞北部。物種會擬態靈灰蝶屬的品種或其他出沒於新幾內亞的灰蝶。

## 物種
- 染色唐灰蝶 （Danis concolor）
- 唐灰蝶 （Danis danis）
- 德唐灰蝶 （Danis drucei）
- 銀唐灰蝶 （Danis glaucopis）
- Danis hengis
- 蜜唐灰蝶 （Danis melimnos）
- 美唐灰蝶 （Danis metrophanes）
- 福羅唐灰蝶 （Danis phroso）
- 藍唐灰蝶 （Danis regalis）
- 華萊唐灰蝶 （Danis wallacei）